# Стадион д’Агонђе
Стадион д’Агонђе (фр. Stade d'Angondjé) је стадион у Ангонђеу, предграђу Либревила у Габону. Такође се помиње као Стадион пријатељства, Стаде де л'Амитие. Изградња стадиона је трајала 20 месеци, а финансирале су је владе Габона и Кине.
Био је то један од четири стадиона који су коришћени за Афрички куп нација 2012. и био је домаћин финала такмичења. Прва фудбалска утакмица одиграна овде била је Габон против Бразила, који је ту утакмицу победио резултатом 2-0. Такође је био један од четири габонска стадиона који су коришћени за Афрички куп нација 2017. и био је домаћин финала такмичења.

## Историја
Симболично постављање камена темељца извршили су габонски министар спорта Рене Ндемезо’Обијанг и кинески заменик министра Фу Зијинг у априлу 2010. године. Овај стадион је изградила Кина, а на површини од 30 хектара изградила је кинеска компанија Shanghai Construction Group. Радове је у потпуности финансирала Кина, док је Габон развијао локацију, укључујући довођење воде и струје, и изградњу приступних путева.

## Власништво
Након АФКОН-а 2017. године, компанија створена за управљање стадионима изграђеним за издање 2012. и 2017. године је ликвидирана, а власништво над стадионом је пренето на Националну канцеларију за развој спорта и културе Габона (ОНДСК). 